# Tseng Jing-hua
En aquest nom xinès, el cognom és Tseng.
Tseng Jing-hua   (冬山鄉, 30 de desembre de 1997) és un actor de la República de la Xina (Taiwan). És conegut per interpretar el personatge de Birdy en la pel·lícula taiwanesa Kē zài nǐ xīndǐ de míngzi, la pel·lícula LGBT més taquillera de Taiwan. També va aparèixer com Wei Chung-ting en la pel·lícula de terror sobrenatural Detention, per la qual va rebre una nominació a Millor intèrpret novell" en la 56a edició dels Premis Cavall d'Or.